# Israelische Sperranlagen (Westjordanland)

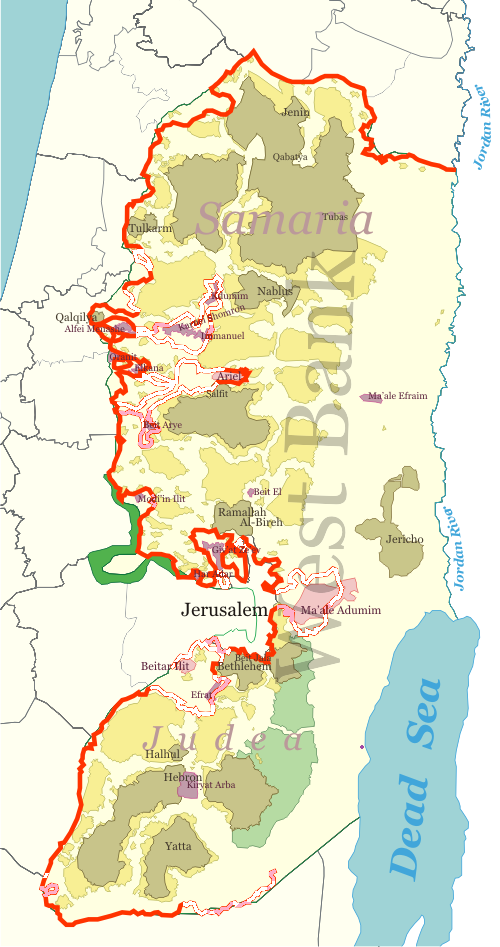
Verlauf der Sperranlage (Stand: Juni 2011)

Als israelische Sperranlagen bezeichnet man eine 759 Kilometer lange Absperrung entlang der Demarkationslinie zwischen Israel und dem Westjordanland, der „Westbank“. Die Absperrung verläuft zum überwiegenden Teil außerhalb Israels jenseits der Grünen Linie auf dem Territorium des Westjordanlandes. Mit einem ersten Bauabschnitt wurde am 16. Juni 2002 begonnen. Der Bau war 2010 zu 60 Prozent fertiggestellt. 2004 erklärte der Internationale Gerichtshof in einem von der UN-Vollversammlung in Auftrag gegebenen Gutachten, dass Israel mit dem Bau der Anlagen gegen Völkerrecht verstoße.

## Vorgeschichte und Baufortschritt

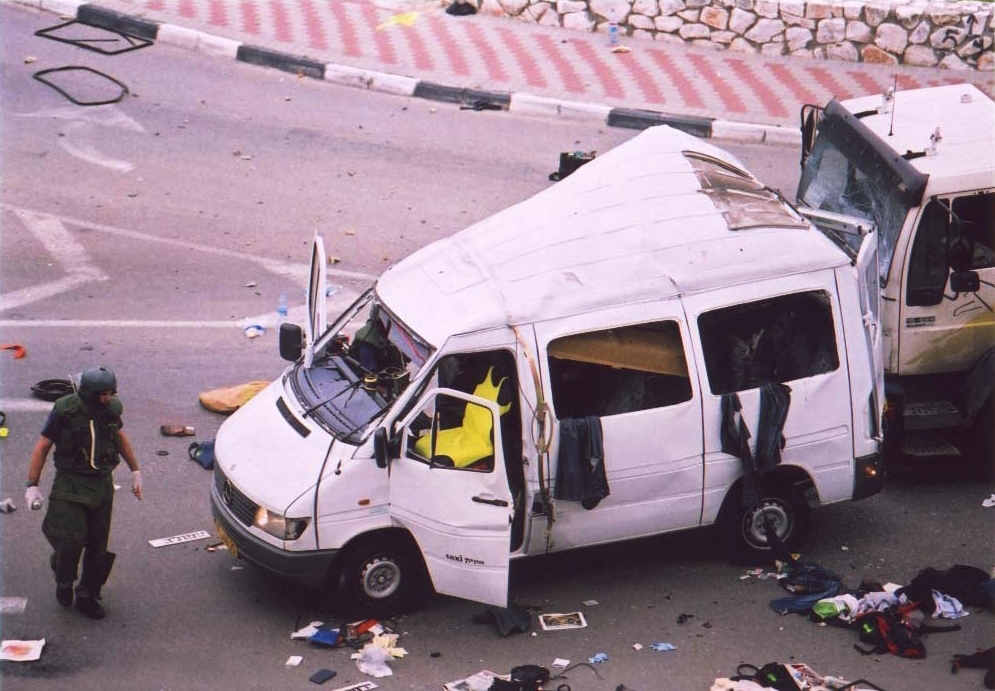
Selbstmordanschlag auf ein Sammeltaxi während der Zweiten Intifada, Mei Ami Junction (Bezirk Haifa), 2001

Anfang 1995 schlug Ministerpräsident Jitzchak Rabin vor, die Westbank mittels eines elektronisch überwachten Sicherheitszaunes abzutrennen, um Selbstmordanschläge im israelischen Kernland einzudämmen. Rabins Plan wurde nicht in die Tat umgesetzt. Anfang 2000 stieg im Zuge der Zweiten Intifada die Anzahl der bei Terroranschlägen umgekommenen Israelis an. Die Idee der Sperranlagen wurde erneut aufgegriffen.
Am 16. Juni 2002 wurde mit einem ersten Bauabschnitt begonnen. Das 110 km lange nordsüdliche Teilstück verläuft zwischen den israelischen Ortschaften Salem in der Jesreeleben 
und Kafr Qasim, womit sie vor allem Städte in der israelischen Küstenebene, wie Netanja und Tel Aviv, von den palästinensischen Siedlungszentren Tulkarem und Qalqiliya im Westjordanland trennt.
Mit dem weiteren Ausbau wurde 2003, während der zweiten Amtszeit des israelischen Premierministers Ariel Scharon, begonnen. Die Sperranlagen sollten 2005 fertiggestellt sein. Wegen verschiedener Eingaben beim Obersten Gericht Israels verzögerten sich die Arbeiten. Bis Dezember 2005 wurden ca. 35 Prozent der Sperranlagen (275 Kilometer) sowie elf der geplanten 39 Übergänge fertiggestellt. Im Jahre 2010 waren die Sperranlagen zu 60 Prozent fertiggestellt.

## Zielsetzung und Zielerreichung

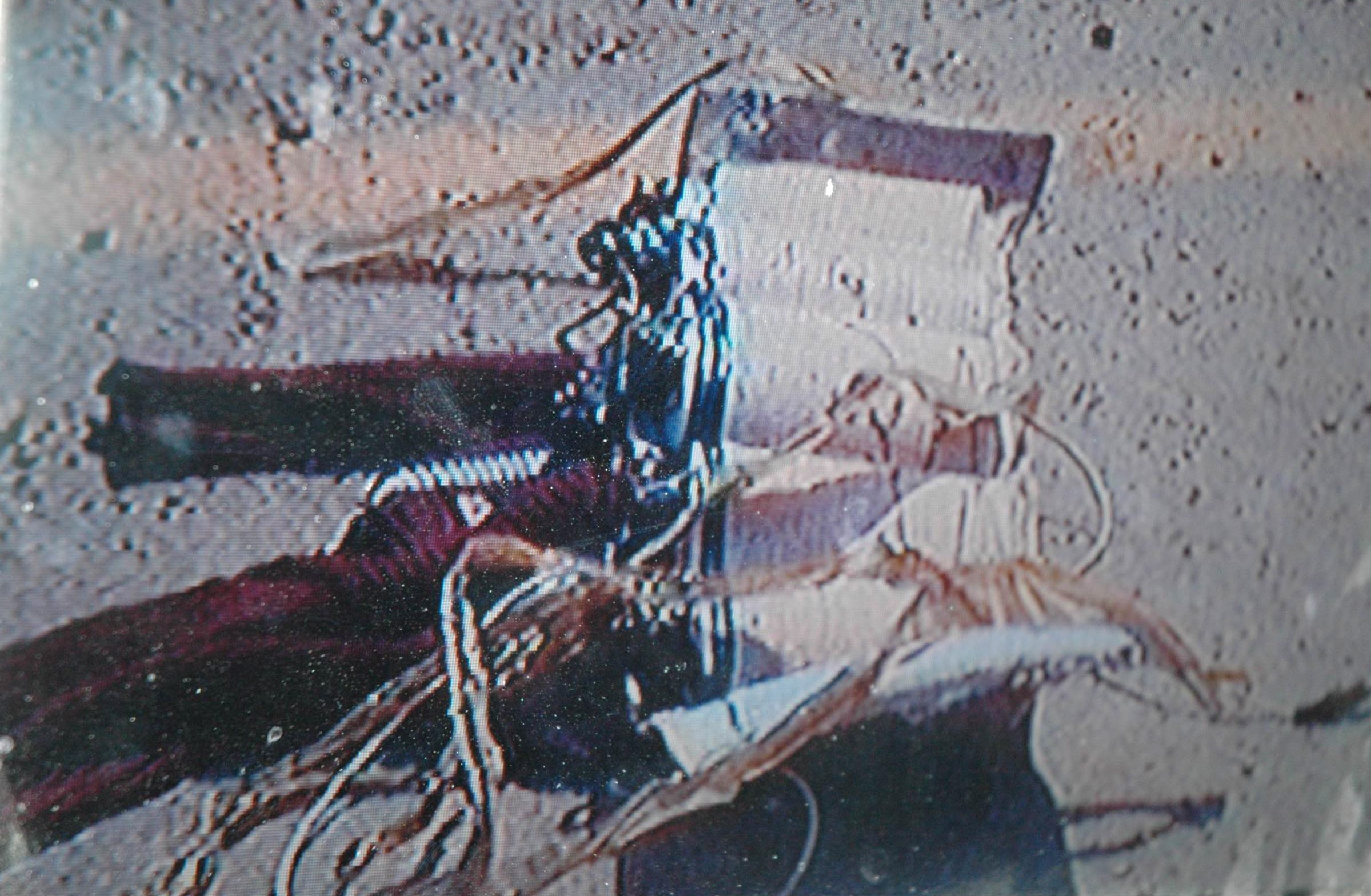
Sprengstoffgürtel eines palästinensischen Selbstmordattentäters, der an der Sperranlage abgefangen wurde, 2006

Da fast sämtliche Anschläge in Israel vom Westjordanland aus durchgeführt wurden und nicht vom bereits durch einen Sicherheitszaun abgetrennten Gaza-Streifen, ging die israelische Regierung von einer erheblichen Reduzierung der Zahl der Anschläge aus, vor allem der Selbstmordanschläge auf Restaurants und Linienbusse. Die Betonverstärkungen, die etwa drei Prozent der gesamten Zaunstrecke ausmachen, dienen als Schutz gegen Feuerüberfälle auf Autos und Menschen auf der israelischen Seite. Von israelischer Seite wird der Zaun daher auch als „Terrorabwehrzaun“ bezeichnet.
Nach Angaben der israelischen Botschaft in Berlin sind bei Selbstmordattentaten, die vom Westjordanland ausgingen, 2003 in Gebieten mit Zaun insgesamt 46 Menschen getötet und 221 verletzt worden. In Gebieten ohne Zaun seien es im gleichen Zeitraum 89 Tote und 411 Verletzte gewesen. Im ersten Halbjahr 2004 (bis einschließlich Juni) seien bei Selbstmordattentaten in Gebieten ohne Zaun 19 Menschen getötet und 102 weitere verletzt worden, während in Gebieten mit Zaun in demselben Zeitraum keine Menschen zu Tode gekommen seien. Inzwischen spricht der israelische Inlandsgeheimdienst Shabak von einer „signifikanten Reduzierung“ von Selbstmordanschlägen, seit mit dem Bau der Sperranlage begonnen wurde.

## Eigenschaften der Sperranlagen

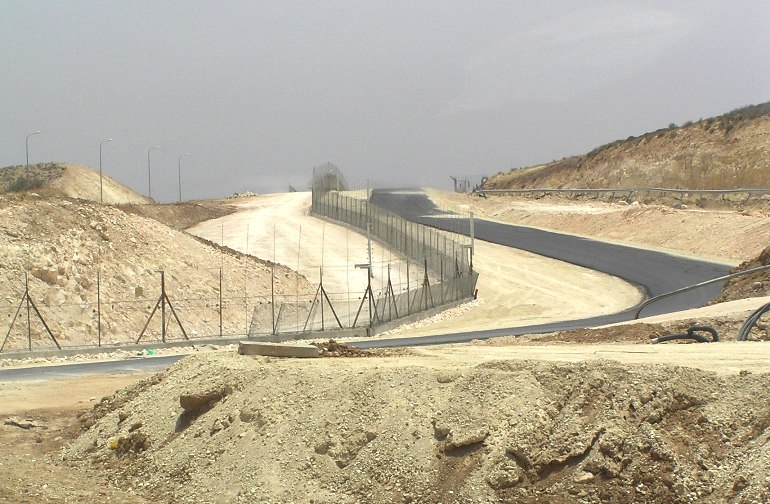
Die Sperranlage als Zaun südwestlich des Westjordanlandes (Mai 2006)

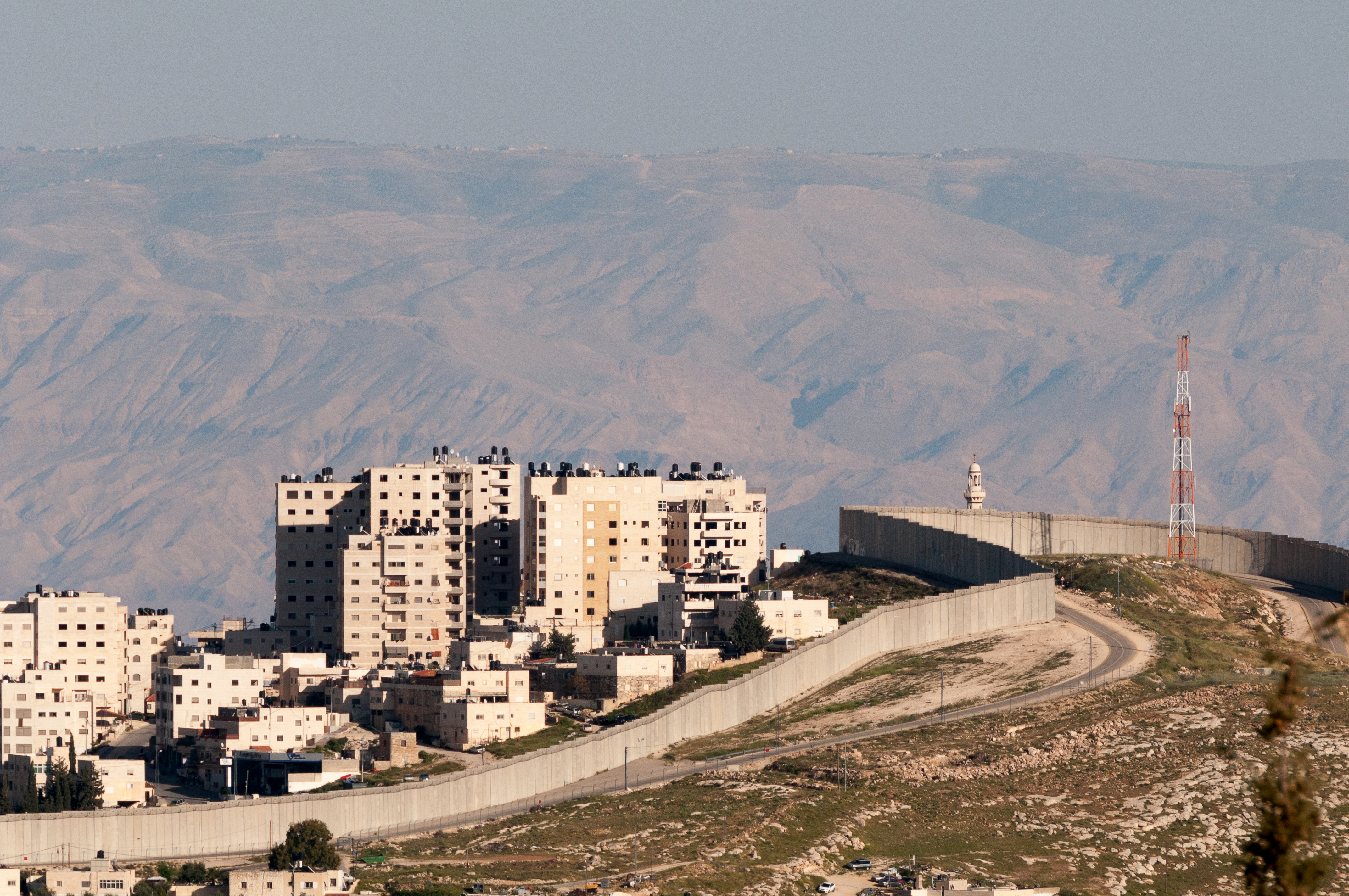
Die Sperranlage als Mauer bei Jerusalem (2016)

Der überwiegende Teil der Sperranlagen (auf mindestens 700 Kilometer) wird als schwer gesicherter Metallzaun mit Stacheldraht, einem Graben, einem Zaun mit Bewegungsmeldern, einem geharkten Sandstreifen zur Verfolgung von Fußabdrücken, einem asphaltierten Patrouillenweg sowie weiterem Stacheldraht auf der israelischen Seite errichtet. Zu beiden Seiten des Zauns wird ein insgesamt 70 Meter breites militärisches Sperrgebiet errichtet, welches von Beobachtungsposten zusätzlich optisch überwacht wird. In kleinen Teilen, in der Nähe von Qalqiliya und Jerusalem (insgesamt auf mindestens 25 Kilometer), wo diese Breite nicht eingehalten werden kann, wird eine bis zu acht Meter hohe Mauer aus Stahlbeton errichtet. Teile dieser Mauer wurden unter anderem von palästinensischen Arbeitern aus Hebron errichtet. In unregelmäßigen Abständen existieren Toranlagen.
Als Begleitmaßnahme zum Zaun errichtet Israel eine Nord-Süd-Verbindungsstraße, die mit einem Sicherheitsstreifen versehen wird. Die Gesamtkosten werden mit 1,3 Milliarden Schekel angegeben.

## Verlauf
Die Anlagen verlaufen zu ca. 20 Prozent auf der Grünen Linie, der Waffenstillstandslinie zwischen Israel und dem Westjordanland 1949, die das von Israel kontrollierte Territorium bis zum Sechstagekrieg 1967 begrenzte; in ca. 80 Prozent weichen sie von dieser Linie ab und verlaufen hierbei fast ausschließlich innerhalb des Westjordanlands, sodass Gebiete, die völkerrechtlich nicht zu Israel gehören, an dieses angebunden sind. Die am tiefsten in die Westbank einschneidende Sperranlage liegt über 20 km von der Waffenstillstandslinie entfernt bei Ariel. An einigen Stellen verlaufen die Sperranlagen, wenige hundert Meter von der Grünen Linie entfernt, innerhalb israelischen Territoriums (etwa nahe Tulkarm und al-Mughayyir al-Mutilla bei Jenin). Der Internationale Gerichtshof erklärte im Jahr 2004 in einem von der UN-Vollversammlung in Auftrag gegebenen nicht bindenden Gutachten, dass Israel mit dem Bau der Anlagen gegen Völkerrecht verstoße; der Bau müsse sofort eingestellt werden, für die Errichtung beschlagnahmtes Eigentum müsse zurückgegeben oder die Enteigneten müssten anderweitig entschädigt werden. Die Anlage stellt nach Aussage von Kritikern eine starke Beeinträchtigung für die Palästinenser dar. Sie trenne teilweise Dörfer und Städte von ihren Feldern und Brunnen ab und drohe damit die wirtschaftliche Grundlage von Bauern zu zerstören. Zudem habe der Bau eine Zerstörung von landwirtschaftlich genutzter Fläche zur Folge.
Die Anlagen verlaufen so, dass jüdische Siedlungen mindestens 2,5 Kilometer von ihnen entfernt sind. An einigen Orten existieren Zweitanlagen, die eine Reihe von palästinensischen Enklaven in israelischem Gebiet bilden, die fast vollständig von Barrieren umgeben sind.
Es ist nicht abschließend geklärt, ob die israelische Regierung auch die östliche Seite der von Palästinensern bevölkerten Regionen abriegeln wird, um das Jordantal gemäß dem Allon-Plan von 1970 weiter besetzt zu halten. Ein erster Schritt in diese Richtung wurde im Februar 2006 durch die Verschärfung der Zugangsberechtigung für Palästinenser zum Jordantal unternommen. Dies diene offiziell als Sicherheitspuffer gegenüber Jordanien, aber auch dazu, weiterhin 90 Prozent der unterirdischen Wasservorräte in der Region nutzen zu können. Abhängig von der weiteren Entwicklung und der Möglichkeit der Umsetzung von Ehud Olmerts Konvergenz-Plan werden voraussichtlich in absehbarer Zeit zwischen sechs und 45 Prozent des Westjordanlandes abgeriegelt sein.
Durch den Verlauf abseits der Waffenstillstandslinie von 1949 entstanden vor allem um Jerusalem arabische Enklaven, die wegen der Mauer nicht mehr von der zuständigen Gemeinde versorgt werden können. So fallen Teile von Qalandia und A-Ram zwar unter die Hoheit der Stadt Jerusalem, erhalten aber seit dem Bau der Sperranlagen keine Dienstleistungen (Reparaturen, Müllabfuhr) mehr. Da auch die Polizei der palästinensischen Autonomiebehörde dort nicht agieren darf, entwickelten sich Gebiete ohne öffentliche Ordnung. So herrschen meist chaotische Zustände am Grenzübergang Qalandia, wo niemand den Verkehr regelt. Ähnliches gilt für abgetrennte Bereiche, die von der Autonomiebehörde nicht mehr erreicht werden können.

## Kritik

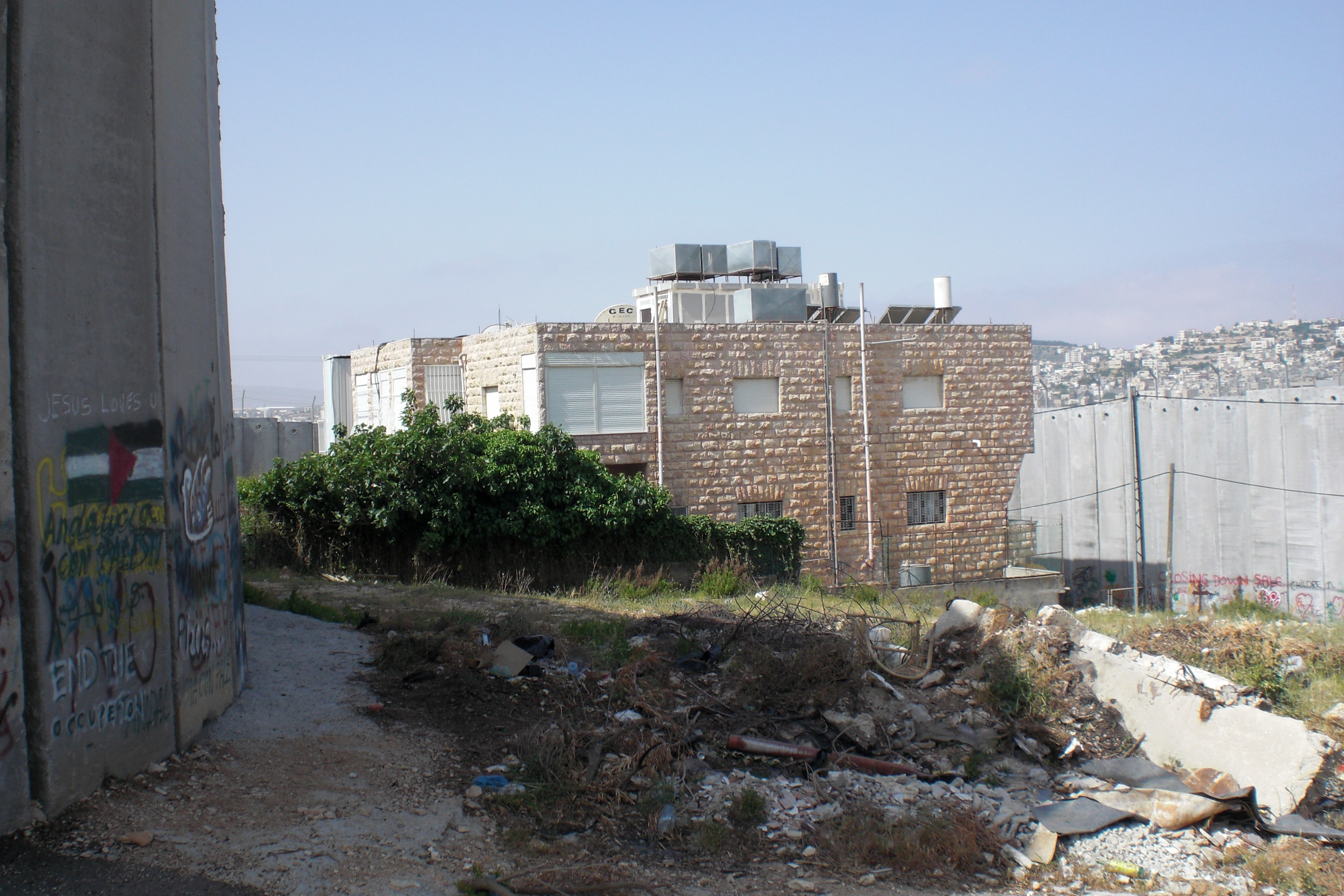
Von drei Seiten eingeschlossenes palästinensisches Haus in Bethlehem

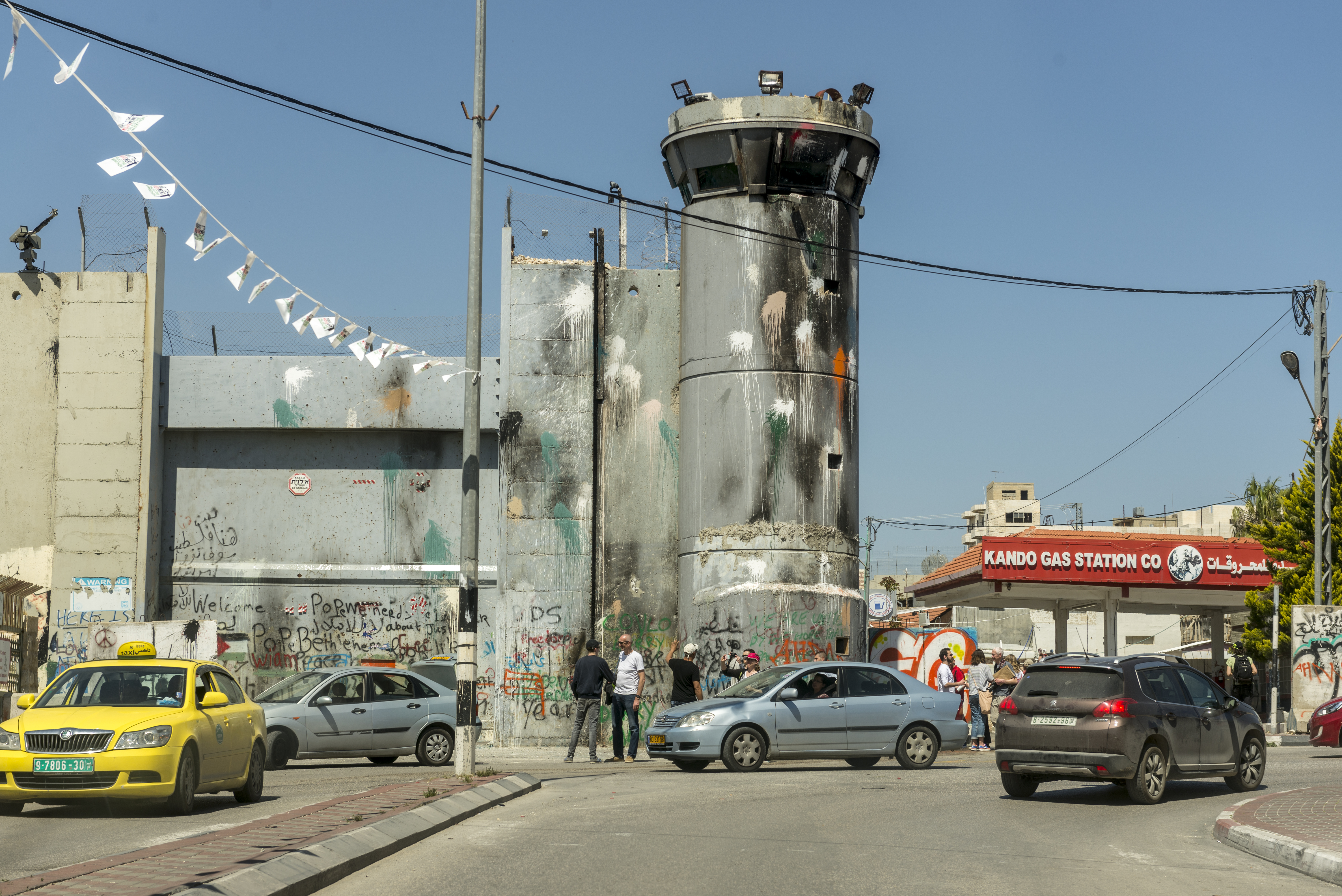
Mauer mit Tor in Bethlehem

Da der heutige Verlauf nicht dem der Waffenstillstandslinie von 1949 entspricht, befürchten Kritiker, dass er einer künftigen Grenze eines souveränen Staates Palästina vorgreifen und Israel damit eine De-facto-Annexion palästinensischer Gebiete bezwecken könnte. Dem „Palestine Monitor“ zufolge werden durch die Anlagen ca. 12.300 ha Landes (Stand Januar 2004) von der palästinensischen Seite der Grünen Linie abgetrennt – entsprechend etwa zwei Prozent des Westjordanlandes. Darin seien nach Angaben israelischer und palästinensischer Menschenrechtsgruppen sowie der Weltbank mindestens 16 palästinensische Dörfer und 12.000 Einwohner enthalten – nach Fertigstellung der Gesamtanlage werde diese Zahl auf 395.000 ansteigen – entsprechend 17,8 Prozent der palästinensischen Bevölkerung. Sowohl die israelische Regierung unter Ariel Scharon als auch ihre Vorgänger lehnten bisher eine Grenzziehung entlang der Grünen Linie aus strategischen Gründen ab. Scharons Amtsnachfolger Ehud Olmert hat in seinem so genannten „Konvergenz-Plan“ den Palästinensern angeboten, einen palästinensischen Staat auch ohne Friedensabkommen zu akzeptieren, dessen Grenzen vorerst entlang der zurzeit jenseits der Grünen Linie auf palästinensischem Gebiet gebauten Sperranlagen verlaufen würden. Aufgrund der aus palästinensischer Sicht inakzeptablen und demütigenden Konditionen wie etwa der möglichen permanenten Festschreibung massiven Landverlusts an Israel gilt eine Annahme durch die Palästinenser als äußerst unwahrscheinlich. Nach Beginn des Baus der Sperranlagen bildeten sich palästinensische, israelische, aber auch internationale Gruppierungen, um gegen das Projekt zu protestieren.
Palästinenserpräsident Jassir Arafat bezeichnete 2004 die Anlage als ein Hindernis auf dem Weg zu einem eigenen Staat mit Jerusalem als Hauptstadt; sie ziele darauf ab, den Palästinensern Gebiet wegzunehmen.
Claudia Bergmann von der Menschenrechtsorganisation Amnesty International sprach sich für eine Untersuchung des Falls durch den Internationalen Gerichtshof aus, da der „Bau durchgehender Sperranlagen durch palästinensisches Gebiet“ das Völkerrecht und die Menschenrechte zahlreicher Palästinenser verletze.

## Rechtliche Aspekte

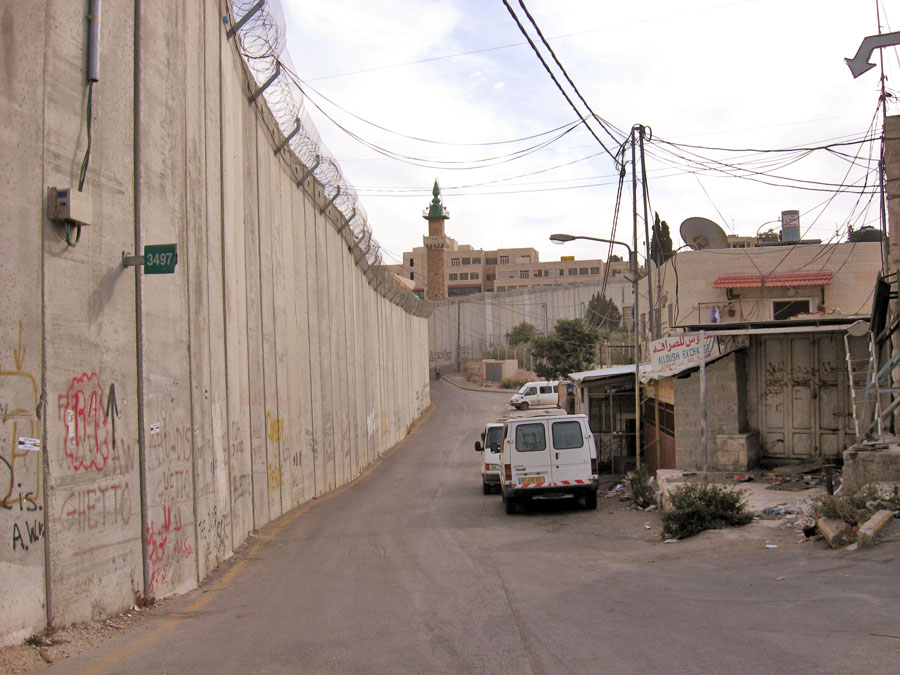
Der Kordon als Mauer mit Stacheldrahtkrone in Abu Dis

### Vereinte Nationen
International wird der Bau bzw. der Verlauf der Sperranlagen überwiegend verurteilt. Auch die USA äußerten wiederholt ihre Besorgnis wegen der befürchteten negativen Auswirkungen auf den Friedensprozess im Nahen Osten.

#### UN-Sicherheitsrat
Im Oktober 2003 legten die USA gegen den Antrag auf eine UN-Resolution des Sicherheitsrates der Vereinten Nationen ihr Veto ein. Damit wurde die Sperranlage von diesem nicht als völkerrechtswidrig verurteilt. Auszug aus dem Entwurf:
„The construction by Israel, the occupying power, of a wall in the Occupied Territories departing from the armistice line of 1949 is illegal under relevant provisions of international law and must be ceased and reversed.“
Inoffizielle Übersetzung:
„Die Errichtung einer von der Waffenstillstandslinie von 1949 abweichenden Mauer in den besetzten Gebieten durch die Besatzungsmacht Israel ist nach den Prinzipien des internationalen Rechts illegal und muss gestoppt und rückgängig gemacht werden.“
Großbritannien, Deutschland, Bulgarien und Kamerun enthielten sich der Stimme. Die USA begründeten ihr Veto durch das Fehlen einer Verurteilung der Terroranschläge palästinensischer Gruppen.
Der deutsche UN-Botschafter Gunter Pleuger sagte in der Debatte über die israelischen Sperranlagen sowie über den Ausbau israelischer Siedlungen in Palästinensergebieten (2003):

„„Während wir Israels Sicherheitsbedürfnisse anerkennen, betrachten wir den Sicherheitszaun als Hindernis für die Verwirklichung des Nahost-Friedensplans.““

Deutschland rief die israelische Regierung auf, den Bau der Sperranlagen zu beenden, enthielt sich in der Abstimmung über die Annahme der Resolution gegen Israel im Weltsicherheitsrat allerdings der Stimme. Die Bundesregierung bedauerte nachträglich, dass es „nicht zu einem konsensfähigen Entwurf der Resolution“ gekommen sei, wie der Sprecher des Auswärtigen Amtes, Walter Lindner, am 15. Oktober 2003 in Berlin zu Protokoll gab.

#### Generalversammlung der Vereinten Nationen
Eine Woche später nahm die Vollversammlung der Vereinten Nationen eine ähnliche Resolution mit 144 gegen vier Stimmen bei zwölf Enthaltungen an. Die Resolution, die im Gegensatz zu einer Sicherheitsratsresolution nicht völkerrechtlich bindend ist, benennt den Verlauf der Sperranlagen auf „palästinensischem Grund“ als „widersprüchlich zu internationalem Recht“ und verlangt, dass Israel den Bau „stoppt und rückgängig macht“.
Die Bundesrepublik Deutschland stimmt zusammen mit den anderen europäischen Staaten in der UN-Generalversammlung für den Beschluss, in dem der Bau der damals bereits rund 150 Kilometer langen Anlage als „Verletzung internationalen Rechts“ verurteilt wurde. EU-Diplomaten bezeichneten den Text als „ausgewogen“. Zuvor hatten die arabischen Staaten zwei umstrittene eigene Entwürfe zurückgezogen. In der vorhergehenden Debatte hatte die große Mehrheit der Redner aus insgesamt 191 UN-Mitgliedsstaaten das israelische Vorgehen verurteilt.
Der israelische UN-Botschafter Dan Gillerman bekräftigte dagegen Israels Recht auf den Bau der Anlagen mit dem Hinweis auf die Gefahr durch palästinensischen Terrorismus, die den Bau notwendig mache. Er bedankte sich für das US-Veto sowie für die Stimmenthaltungen im UN-Sicherheitsrat. Dadurch sei verhindert worden, dass die UN erneut zum „Erfüllungsgehilfen von Gegnern Israels“ geworden seien und dass mit Israel „ein Opfer des Terrorismus anstelle der Verursacher von Terrorismus“ verurteilt wurde. Die „Sicherheitszonen“ dienten der Abwehr von Terrorkommandos und seien die „wirksamste aller nicht gewaltsamen Maßnahmen gegen den Terrorismus“. Die UN-Resolution bezeichnete er als „Farce“. Die Vereinten Nationen dürften nicht länger „Mörder als Märtyrer glorifizieren“. Israel habe das Recht, das Leben seiner Bürger mit allen Mitteln zu schützen.
Der palästinensische UN-Botschafter Nasser Al-Kidwa warf Israel indes „Heuchelei“ und eine „Strategie der illegalen Landnahme“ vor. Arabische und viele weitere Staaten warfen zudem Israel vor, sich mit Hilfe der Anlagen illegal Land anzueignen.
Am 20. Juli 2004, nachdem der Internationale Gerichtshof sein Rechtsgutachten verkündet hatte (dazu unten), forderte die UN-Generalversammlung nach einer „Notstandstagung“ in der Resolution ES-10/15 unter Hinweis auf die UN-Resolution ES-10/13 vom 21. Oktober 2003 u. a. den Abriss der Anlage im Westjordanland („… dass Israel den Bau der Mauer in dem besetzten palästinensischen Gebiet, einschließlich in Ost-Jerusalem und seiner Umgebung, beendet und rückgängig macht …“) mit 150 Stimmen bei sechs Gegenstimmen und zehn Enthaltungen. Die Resolution folgte damit dem Rechtsgutachten des Internationalen Gerichtshofs.

#### Internationaler Gerichtshof
Im Dezember 2003 verabschiedete die UN-Generalversammlung eine Resolution, die den Internationalen Gerichtshof (IGH) in Den Haag anwies, ein Rechtsgutachten zu den durch die Bautätigkeiten der Sperranlage „hervortretenden rechtlichen Konsequenzen“ zu verfassen.

##### Mauer-Gutachten
Die Anhörungen dazu begannen im Februar 2004. Der Palästinensischen Autonomiebehörde, die kein Mitglied des Gerichtshofes ist, wurde gestattet, eine Eingabe über ihren UN-Beobachterstatus abzugeben. Im Januar 2004 autorisierte der Gerichtshof auch die Liga der Arabischen Staaten und die Organisation der Arabischen Konferenz, Stellungnahmen einzureichen. Vertreter der Liga vor dem Gericht war der deutsche Völkerrechtler Michael Bothe, Professor für Öffentliches Recht an der Johann Wolfgang Goethe-Universität in Frankfurt. Israel verzichtete darauf, eine Stellungnahme einzureichen, weil es ein „politisches Verfahren“ erwartete und von Anfang an von einem negativen Urteil ausging. Israel hatte vorher bereits angekündigt, das Urteil des Gerichts nicht anzuerkennen, da es dem Internationalen Gerichtshof in Den Haag die Zuständigkeit in der Frage der umstrittenen Sperranlage im Westjordanland abspricht. Der IGH habe „keine Gerichtsbarkeit“ in dieser Sache, sagte Regierungssprecher Avi Pasner.
Am 9. Juli 2004 veröffentlichte das Gericht sein Rechtsgutachten (oftmals: Mauer Gutachten oder Israelische Sperranlagen Gutachten). Zunächst begegnete es dabei den Vorbringungen (insbesondere Israels) gegen die Zulässigkeit der Erstellung des Gutachtens:
- Dem Einwand, dass es sich um eine tatsächliche Frage und keine Rechtsfrage im Sinne von Art. 96 UNCh. handle, entgegnete es mit dem Verweis auf die Regeln des Humanitären Völkerrechts (insbesondere die Haager Landkriegsordnung und die 4. Genfer Konvention) und einschlägige Menschenrechtsverträge.

- Zwar steht die Erteilung eines Rechtsgutachtens gem. Art. 65 I IGH-Statut im Ermessen des Gerichts, welches hiervon Gebrauch machen kann, wenn ein konkreter Streit dem Sachverhalt zu Grunde liegt. Allerdings habe es als Hauptrechtsprechung der Vereinten Nationen zu berücksichtigen, wenn die Generalversammlung ihm eine Rechtsfrage unterbreitet und sollte daher in diesem Falle auch ein Gutachten anfertigen.

Nachdem es die Zulässigkeit des Rechtsgutachtens festgestellt hatte, widmete es sich den verschiedenen rechtlichen Fragen hinsichtlich der Legalität des Baus der Sperranlage im Westjordanland:
- Zunächst war zu klären, welche völkerrechtlichen Regeln überhaupt anwendbar sind. Israel bestritt sowohl die Anwendbarkeit des Humanitären Völkerrechts wie auch der Menschenrechte, unter anderem mit der Begründung, dass es sich beim besetzten Gebiet nicht um das Gebiet einer Vertragspartei handle.
- Hinsichtlich des Haager Rechts stellte das Gericht fest, dass, auch wenn Israel kein Vertragspartner des Haager Abkommens von 1907 war, dieses mittlerweile Gewohnheitsrecht darstelle. Hinsichtlich des IV. Genfer Abkommens, welches Israel 1951 ratifiziert hatte, bekräftigte es den Status der Westbank als besetztes Gebiet und folgerte daraus, dass ein internationaler bewaffneter Konflikt im Sinne von Art. 2 vorliegt. Schließlich sei der Geltungsbereich der Regeln des Humanitären Völkerrechts nicht auf das Staatsgebiet des Vertragsstaates begrenzt, wie Ziel und Zweck der Abkommen zu entnommen werden könne.[22]
- Auch die beiden Menschenrechtspakte von 1966, deren Mitglied Israel ist, seien anwendbar. Dies folgt daraus, dass durch die Besetzung Hoheitsgewalt ausgeübt würde und somit gem. Art. 1 Zivilpakt vom Geltungsbereich des Paktes betroffen sind.[23] Grundsätzlich seien Menschenrechte auch im Falle eines bewaffneten Konflikts anwendbar.[24]
- Sodann wurden verschiedene Verletzungen beider Seiten (!) gegen das Humanitäre Völkerrecht wie auch die Menschenrechte festgestellt. Insbesondere der Bau der Sperranlage verstieße gegen verschiedene Menschenrechte sowie gegen das Kriegsrecht.[25]
- Schließlich wurde eine Rechtfertigung über das Selbstverteidigungsrecht gem. Art. 51 UNCh. abgelehnt, wobei sich das Gericht hier deutlich kürzer fasste. Einerseits bestehe dies nur bei bewaffneten Angriffen durch Staaten, was bei den Angriffen aus dem besetzten Gebieten nicht gegeben sei. Andererseits sei die Situation auch nicht vergleichbar mit dem von Sicherheitsrats Resolution 1368 (bzw. Resolution 1737) betroffenen Sonderfall der Selbstverteidigung gegen Terroristen.[26]

Aus diesen Rechtsverletzungen folgerte das Gericht verschiedene Pflichten:
- Die Pflicht Israels zur Wiedergutmachung durch den Rückbau der Mauer sowie durch Zahlung von Entschädigungen.
- Die Pflicht der internationalen Gemeinschaft, die Mauer nicht anzuerkennen (da diese gegen erga omnes Pflichten verstieße).

##### Reaktionen aus Israel
Die Entscheidung des Internationalen Gerichtshofs (IGH) wurde von Israel stark kritisiert, da dem israelischen Argument, dass es sich nach UN-Charta Artikel 51 um eine Anlage zur Selbstverteidigung handele, nicht entsprochen wurde. Der IGH argumentierte, dass Angriffe auf Israel von Gebieten aus erfolgten, über die Israel die Kontrolle habe, und das Selbstverteidigungsrecht folglich nicht anwendbar sei. Israel entgegnete, dass schon in der Tatsache, dass es zu Attentaten kommt, der Beweis liege, dass keine ausreichende Kontrolle vorhanden sei, und dass außerdem manche der Attentäter auch aus Gebieten mit palästinensischer Verwaltung stammten. Die Anlage entspricht nach israelischer Lesart mit Blick auf die terroristischen Angriffe aus den Palästinensergebieten beiden Bedingungen des Artikel 51 für eine rechtmäßige Selbstverteidigung: militärische Notwendigkeit und Verhältnismäßigkeit:
„Artikel 51 der UN-Charta:
Diese Charta beeinträchtigt im Falle eines bewaffneten Angriffs gegen ein Mitglied der Vereinten Nationen keineswegs das naturgegebene Recht zur individuellen oder kollektiven Selbstverteidigung, bis der Sicherheitsrat die zur Wahrung des Weltfriedens und der internationalen Sicherheit erforderlichen Maßnahmen getroffen hat. Maßnahmen, die ein Mitglied in Ausübung dieses Selbstverteidigungsrechts trifft, sind dem Sicherheitsrat sofort anzuzeigen; sie berühren in keiner Weise dessen auf dieser Charta beruhende Befugnis und Pflicht, jederzeit die Maßnahmen zu treffen, die er zur Wahrung oder Wiederherstellung des Weltfriedens und der internationalen Sicherheit für erforderlich hält.“
Kritisiert wurde von Beginn an die Übernahme bestimmter Termini der UN-Vollversammlung. Diese sei eine politische Körperschaft, deshalb sei eine Übernahme ihrer Wortwahl „palästinensische besetzte Gebiete“ durch den IGH ohne Verweis auf das rechtliche Dilemma um das gesamte Gebiet bereits eine einseitige Entscheidung, die auch nicht in den Entscheidungen des UN-Sicherheitsrats reflektiert würde. Die Bezeichnung eines Territoriums als „zugehörig zu einer Entität“ impliziere, dass diese Entität ein Staat oder Völkerrechtssubjekt sei. Dies träfe aber auf die Palästinensischen Autonomiegebiete nicht zu, die sich auch nie selbst als Staat bezeichnet hätten. Dieser Sichtweise schloss sich teilweise auch der niederländische IGH-Richter Pieter Kooijmans in einer abweichenden Meinung zu dem Urteil an: „Das Gericht hat es unterlassen, eine Position in Bezug auf die territorialen Rechte und den endgültigen Status zu beziehen.“ Auch die Relevanz der Grünen Linie für die Entscheidung des Gerichts wurde bestritten. Der israelische Völkerrechtler Robbie Sabel von der Hebräischen Universität Jerusalem etwa schrieb dazu:
„Das Gericht nimmt keinerlei Bezug auf die Tatsache, dass das Waffenstillstandsabkommen, das die Grüne Linie kreierte, ausgelaufen ist und kein arabischer Staat die Grüne Linie je als internationale Grenze anerkannt hat, noch dass Israel der Linie je so eine Anerkennung gegeben hat.“
Sabel erklärt insbesondere die Ausweitung des Begriffs „besetztes palästinensisches Gebiet“ auf Ost-Jerusalem für widersprüchlich, insbesondere in Bezug auf das jüdische Viertel der Altstadt und andere Gebiete, aus denen alle Juden im Zuge des Unabhängigkeitskrieges von Jordanien vertrieben worden waren.
Kritisiert wurde weiterhin, dass das Gericht die Anwesenheit Jordaniens in den Gebieten vollkommen ignoriert habe, womit ausgeblendet würde, dass Israel 1967 die Gebiete erst als Reaktion auf den Beschuss durch Jordanien eingenommen habe. Diese Position wurde auch von der britischen Richterin Rosalyn Higgins in einer abweichenden Meinung vertreten, in der sie schrieb:
„Ich halte die ‚Geschichte‘, wie sie von dem Gericht in den Paragraphen 71–76 nacherzählt wird, weder für ausgeglichen noch zufriedenstellend.“
Einseitigkeit wurde von israelischer Seite auch dem Paragraphen 70 der Stellungnahme attestiert. Hier werde das Völkerbundsmandat für Palästina genannt, ohne aber in irgendeiner Form die Tatsache zu erwähnen, dass dort eine „Errichtung einer nationalen Heimstätte für das jüdische Volk in Palästina“ beschlossen worden sei, was zu diesem Zeitpunkt sowohl nach Ansicht des Völkerbundes als auch der britischen Mandatsmacht das ganze Gebiet westlich des Jordans (also einschließlich des Westjordanlandes) bedeutet hätte.
Neben kritischen Völkerrechtlern äußerten sich auch israelische Politiker ablehnend über das Urteil. Der damalige israelische Finanzminister Benjamin Netanjahu spielte in seiner Kritik auf die „politische Natur“ der Vollversammlung an und meinte in Blick auf die Folgen des Urteils:
„Was jetzt passiert, ist, dass dies an die Vollversammlung geht. Die können dort alles entscheiden. Sie können sagen, die Erde sei flach. Dies wird [die Entscheidung] nicht legal machen, es wird sie nicht wahr machen und es wird sie nicht gerecht machen.“
Der Oppositionsführer Schimon Peres meinte, der IGH „ignoriert die Tatsache, dass das Recht auf Leben ein fundamentales Menschenrecht ist“, und kritisierte das Gericht dafür, den Hauptgrund für den Bau zu vernachlässigen, nämlich den palästinensischen Terror.

##### Internationale Reaktionen
Die Entscheidung, die Frage an den Gerichtshof zu verweisen, wurde unter anderem von Deutschland, Frankreich, Großbritannien, Kanada und den USA kritisiert. Zum einen sei er nicht zuständig, zum anderen wurde befürchtet, das Gutachten könne sich negativ auf den Friedensprozess auswirken. Die Gerichtsentscheidung selbst wurde innerhalb der deutschen Bundesregierung kontrovers beurteilt: Während Claudia Roth sie begrüßte, bezeichnete Minister Otto Schily die Anlage als effektiv und bezeichnete Kritik an ihr als realitätsfern.
Internationale UN-Diplomaten hielten sich ebenso wie UN-Generalsekretär Kofi Annan mit Stellungnahmen zu Israels Urteilsschelte zurück. Letzterer vermied es, sich konkret zur Entscheidung der Richter zu äußern, und erklärte, das Urteil müsse erst „verdaut“ werden. Zwischen den Zeilen machte der Generalsekretär aber deutlich, dass er prinzipiell keine Zweifel an der Kompetenz des Gremiums in Den Haag hegt:
„Der Generalsekretär hat das Gutachten an die Generalversammlung weitergeleitet. Er erwartet, dass der Inhalt bei zukünftigen Abstimmungen berücksichtigt wird. Ob weitere Maßnahmen angemessen sind, müssen die Mitgliedsstaaten aber selbst beurteilen.“ (Zitat Annan-Sprecher Stephane Dujarric)
Direkt im Anschluss an das Bekanntwerden des „Sperrzaun-Urteils“ durch den IGH im Juli 2004 sagte der deutsche UN-Botschafter Gunter Pleuger:
„Es muss jetzt verantwortungsvoll mit diesem Gutachten umgegangen werden. Es muss so behandelt werden, dass es den politischen Prozess nicht stört, sondern eher fördert im Umgang der Generalversammlung, die ja aus 191 Mitgliedern besteht, von denen wir nur eins sind.“
Die USA kritisierten die Entscheidung des Gerichts. „Wir denken nicht, dass es angemessen ist, dass dieser Fall von dieser Instanz untersucht wird“, sagte Regierungssprecher Scott McClellan.
Der Bonner Völkerrechtler Matthias Herdegen bemängelte, dass der IGH im Gutachten ein Selbstverteidigungsrecht Israels schon daran scheitern lasse, dass die abzuwehrenden Terrorakte keinem fremden Staat zurechenbar seien. „Diese Begründung ignoriert völlig, dass der UN-Sicherheitsrat die Anschläge des 11. September völlig losgelöst von deren Zurechnung zu einem Staat als Auslöser für das Selbstverteidigungsrecht qualifiziert hat.“

### Israels Oberster Gerichtshof
Am 30. Juni 2004 hat Israels Oberster Gerichtshof den Klagen einzelner Palästinenser stattgegeben und die Änderung einer Route von 30 km des israelischen Sperrzaunes nordwestlich von Jerusalem angeordnet, um die Beeinträchtigungen für die palästinensische Bevölkerung zu reduzieren. Nach den Vorgaben des Gerichts darf der Zaun nicht politisch sein, er darf keine Staatsgrenze festlegen, außerdem darf er keine ungerechtfertigte Verletzung der Lebensqualität der palästinensischen Bevölkerung verursachen. Die israelische Regierung hat angekündigt, diesem Urteil Folge zu leisten und den Verlauf der Anlage zu ändern. In anderen Abschnitten bleiben die Beeinträchtigungen der palästinensischen Bevölkerung (durch zahlreiche Enklaven) jedoch weiterhin enorm.

## Filmische Rezeption
2009 produzierte OCHA-Jerusalem den Film Walled Horizons mit Roger Waters als Sprecher. Im gleichen Jahr warb die israelische Mobilfunkfirma Cellcom mit einem Spot, in dem israelische Soldaten, nachdem ihr Patrouillenfahrzeug von einem palästinensischen Fußball getroffen wird, über die Mauer hinweg mit nicht gezeigten Palästinensern einen freudigen Ballwechsel haben. Dieser wurde weithin als geschmacklos betrachtet, zumal bei einem Versuch, die Handlung in der Realität nachzustellen, Tränengasgranaten zurückkamen.